# Сопряжённое наблюдение

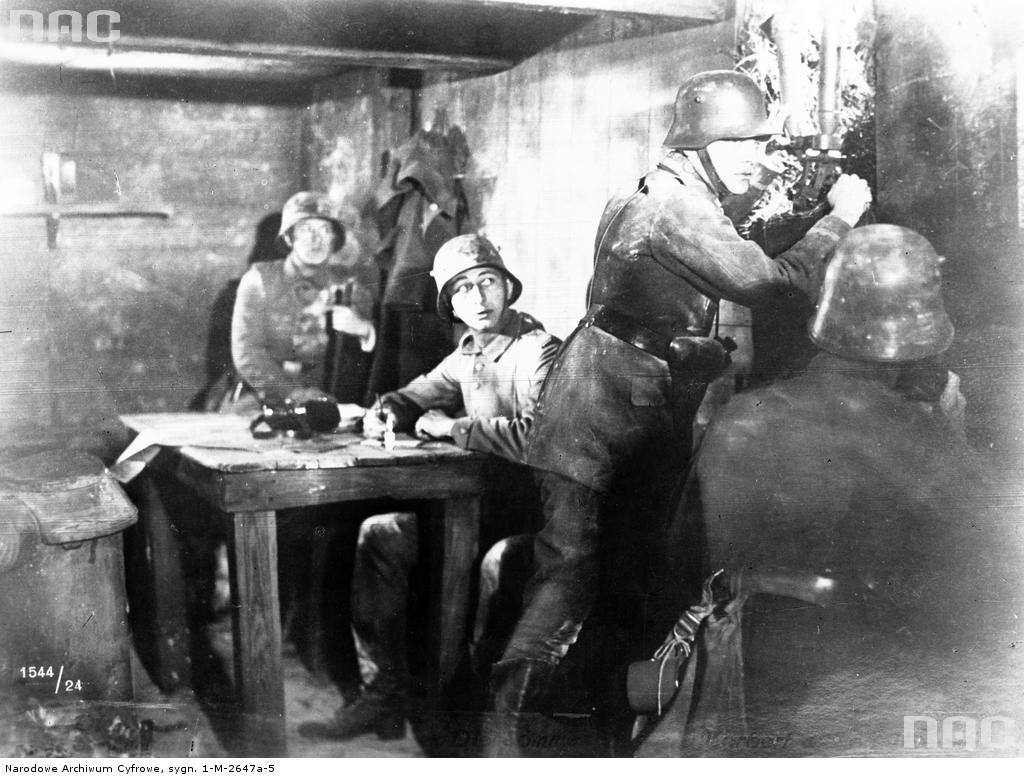
Германские артиллерийские наблюдатели (1916 год)

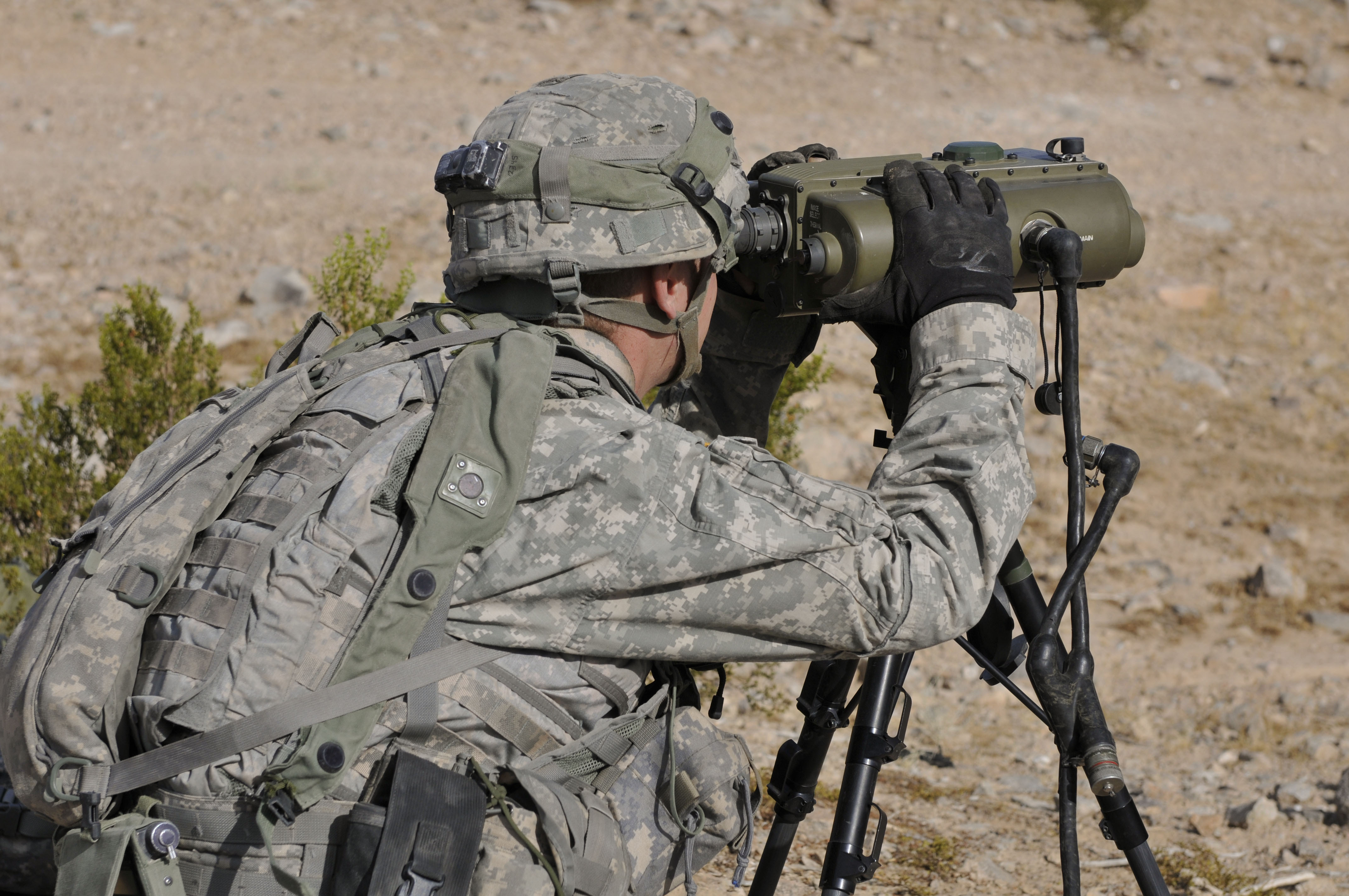
Американский передовой артиллерийский наблюдатель корректирует огонь (2011 год)

Сопряжённое наблюдение или СН — военный термин, обозначающий разновидность наблюдения, которое осуществляется одновременно с двух или трёх точек, объединённых в единую систему.
Сопряжённое наблюдение широко применяется в артиллерии при обслуживании стрельбы для точного определения координат разрывов снарядов, местоположения целей и других объектов на местности (ориентиров, реперных точек и т. д.). Для этого на вооружении артиллерийских частей имеется широкий спектр различного приборного оснащения: теодолитов, артиллерийских буссолей и др.
Пространственный разнос точек, с которых ведётся сопряжённое наблюдение носит название базы, а сами эти точки — пунктами сопряжённого наблюдения. Тот пункт, на котором располагается ответственный за организацию наблюдения командир называется основным, а все остальные — боковыми (правым и левым). Между всеми пунктами организуется телефонная или радиосвязь, проводится их топографическая привязка на местности с определением координат, высот, длины базы и дирекционного угла базы с правого пункта на левый. Ориентирование артиллерийских наблюдательных приборов может быть проведено либо взаимных визированием, либо, в случае отсутствия взаимной видимости, по общему для всех пунктов ориентиру.
Оценка искомых координат цели осуществляется путём замера с каждого пункта горизонтальных углов между линией взаимного визирования приборов или между линиями направления на единый ориентир и направлением на цель с последующим решением прямой геодезической задачи. Введение дополнительных пунктов наблюдения увеличивает точность и надёжность вычисления координат, повышает дальность засечки целей и расширяет разведывательные возможности подразделения.